# Weißbauch-Nacktsohlenrennmaus
Die Weißbauch-Nacktsohlenrennmaus (Gerbilliscus leucogaster) ist ein im südlichen Afrika verbreitetes Nagetier in der Gattung der Nacktsohlen-Rennmäuse. Das Taxon zählt innerhalb der Untergattung Taterona zu einer Artengruppe, deren Mitglieder eng mit der Fransenschwanz-Nacktsohlenrennmaus (Gerbilliscus robustus) verwandt sind.

## Merkmale
Die Art ist innerhalb der Gattung mittelgroß und erreicht eine Kopf-Rumpf-Länge von 89 bis 155 mm, eine Schwanzlänge von 120 bis 175 mm sowie ein Gewicht von 32 bis 114 g. Die Hinterfüße sind 24 bis 38 mm lang und die Länge der Ohren beträgt 18 bis 26 mm. Es besteht eine deutliche Grenze zwischen der rotbraunen bis orangebraunen Oberseite und der reinweißen Unterseite. Typisch für den langen Schwanz ist eine hellere Unterseite und eine dunkle Quaste an der Spitze. Die acht Zitzen der Weibchen sind paarig angeordnet. Die Weißbauch-Nacktsohlenrennmaus hat einen diploiden Chromosomensatz mit 40 Chromosomen (2n=40).

## Verbreitung
Dieses Nagetier ist etwa vom 30. südlichen Breitenkreis südwärts verbreitet. Es fehlt nur im Norden von Mosambik, im Westen von Namibia sowie im Süden von Südafrika. Die Exemplare leben im Flachland und in Gebirgen bis 1600 Meter Höhe. Sie halten sich vorwiegend in trockenen Gras- und Buschländern auf und besuchen Wüsten sowie offene Baumsavannen.

## Lebensweise
Da Exemplare in Gefangenschaft keine Aggressivität gegeneinander zeigten, wird vermutet, dass sie in der Natur sozial leben. Die Verständigung erfolgt mit Rufen im Ultraschallbereich und durch Trommeln mit den Füßen auf dem Grund. Die nachtaktive Weißbauch-Nacktsohlenrennmaus gräbt im Schutz von Sträuchern komplexe unterirdische Baue. Die Wohnkammer wird mit trockenen Pflanzenteilen gepolstert. Diese Rennmaus läuft oder hüpft mit allen vier Pfoten. Abhängig vom Angebot frisst sie Pflanzensamen, Insekten und grüne Pflanzenteile.
Weibchen können sich zu allen Jahreszeiten fortpflanzen, doch die meisten Geburten erfolgen zu Beginn der Regenzeit. Ein Wurf enthält nach etwa 28 Tagen Trächtigkeit 2 bis 9 Neugeborene. Diese sind anfänglich nackt und blind. Jungtiere mit offenen Augen treten nach 16 bis 21 Tagen auf und nach 28 Tagen gibt das Weibchen keine Muttermilch mehr.

## Gefährdung
Die IUCN listet die Weißbauch-Nacktsohlenrennmaus als nicht gefährdet (least concern) aufgrund fehlender Bedrohungen und einer stabilen Gesamtpopulation. Populationen in Landwirtschaftsgebieten werden oft als Schädlinge betrachtet.